# Leptoiulus marcomannius
Leptoiulus marcomannius är en mångfotingart som beskrevs av Karl Wilhelm Verhoeff 1913. Leptoiulus marcomannius ingår i släktet Leptoiulus och familjen kejsardubbelfotingar. Inga underarter finns listade i Catalogue of Life.